# Unité urbaine de la Jarne
L'unité urbaine de La Jarne est une unité urbaine française constituée par la commune de La Jarne, petite ville de la deuxième couronne périurbaine de l'aire urbaine de La Rochelle, située dans le nord-ouest de la Charente-Maritime.

## Données générales
En 2010, l'INSEE a procédé à une révision des zonages des unités urbaines de la France; celle de La Jarne fait partie des nouvelles unités urbaines de la Charente-Maritime et figure sous le code 17102 selon la nouvelle nomenclature de l'Insee. 
En 2007, avec 2 211 habitants, elle constitue la 30e et avant-dernière unité urbaine de Charente-Maritime et elle appartient à la catégorie des unités urbaines de 2 000 à 4 999 habitants.
Sa densité de population qui s'élève à 263 hab/km2 en 2007 en fait une des unités urbaines les plus densément peuplées de la Charente-Maritime.

## Délimitation de l'unité urbaine de 2010
Unité urbaine de La Jarne dans la délimitation de 2010 et population municipale de 2007
| Commune urbaine | Superficie | Population | Densité de population | Statut       |
| --------------- | ---------- | ---------- | --------------------- | ------------ |
| La Jarne        | 8,42 km2   | 2 211 hab. | 263 hab/km2           | Ville isolée |